# Lipsothrix
Lipsothrix är ett släkte av tvåvingar som beskrevs av Friedrich Hermann Loew 1873. Lipsothrix ingår i familjen småharkrankar.

## Dottertaxa tillLipsothrix, i alfabetisk ordning[1][2]
- Lipsothrix apicifusca
- Lipsothrix assamica
- Lipsothrix babai
- Lipsothrix burmica
- Lipsothrix chettri
- Lipsothrix decurvata
- Lipsothrix ecucullata
- Lipsothrix errans
- Lipsothrix fenderi
- Lipsothrix flavissima
- Lipsothrix fulva
- Lipsothrix heitfeldi
- Lipsothrix hynesiana
- Lipsothrix kashmirica
- Lipsothrix kraussiana
- Lipsothrix leucopeza
- Lipsothrix malla
- Lipsothrix mirabilis
- Lipsothrix mirifica
- Lipsothrix neotropica
- Lipsothrix nervosa
- Lipsothrix nigrilinea
- Lipsothrix nobilis
- Lipsothrix orthotenes
- Lipsothrix pluto
- Lipsothrix propatula
- Lipsothrix remota
- Lipsothrix shasta
- Lipsothrix sylvia
- Lipsothrix taiwanica
- Lipsothrix tokunagai
- Lipsothrix yakushimae
- Lipsothrix yamamotoana